# Heinersreuth (Bawaria)
Heinersreuth – miejscowość i gmina w Niemczech, w kraju związkowym Bawaria, w rejencji Górna Frankonia, w regionie Oberfranken-Ost, w powiecie Bayreuth. Leży nad Menem, przy drodze B85.
Gmina położona jest bezpośrednio na północny zachód od Bayreuth, ok. 45 km na wschód od Bambergu i ok. 65 km na północny wschód od Norymbergi.

## Dzielnice
W skład gminy wchodzą dzielnice:
| - Altenplos - Cottenbach - Denzenlohe - Dürrwiesen - Flur - Grüngraben - Hahnenhof - Heinersreuth - Lichtentanne | - Martinsreuth - Neuenplos - Sorg - Stockhaus - Tannenbach - Unterkonnersreuth - Unterwaiz - Vollhof - Weikenreuth |

## Demografia
| Rok  | Liczba mieszk. |
| ---- | -------------- |
| 1970 | 2708           |
| 1987 | 3301           |
| 2000 | 3756           |
| 2006 | 3809           |

## Oświata
W 1999 w gminie znajdowało się 100 miejsc przedszkolnych (z 95 dziećmi) oraz szkoła podstawowa (13 nauczycieli, 203 uczniów).

## Osby urodzone w Heinersreuth
- Kurt G. Blüchel (ur. 1934) – pisarz
- Rolf Schmidt-Holtz (ur. 1948) – dziennikarz

## Współpraca
Miejscowości partnerskie:
- Fehring, Austria
- Schwarzkollm – dzielnica Hoyerswerdy, Saksonia